# Qikiqtaaluk
La région de Qikiqtaaluk (en inuktitut : ᕿᑭᖅᑖᓗᒃ, /qi.kiq.taː.ˈluk/), aussi appelée la région de Baffin ou de Qikiqtani, est une région administrative du Nunavut au Canada.
« Qikiqtaaluk » est le nom inuktitut traditionnel pour l'île de Baffin. Bien que Qikiqtaaluk soit le nom le plus communément utilisé, plusieurs organisations publiques, telle Statistique Canada,  préfèrent le terme « Région de Baffin ».

## Description
La région comprend l'île de Baffin, les îles Belcher, l'île Akimiski, l'île Mansel, l'île du Prince-Charles, l'île Bylot, l'île Devon, l'île Cornwallis, l'île Bathurst, l'île Amund Ringnes, l'île Ellef Ringnes, l'île Axel Heiberg, l'île Ellesmere, la péninsule Melville, la partie Est de l'île Melville, et la partie nord de l'île du Prince-de-Galles, et l'île de Somerset, plus d'autres plus petites îles. Le chef-lieu régional est Iqaluit (population 6,184).
Avant 1999, la région de Qikiqtaaluk exista avec des frontières légèrement différentes comme Région de Baffin, Territoires du Nord-Ouest.

## Communautés
- Ville
  - Iqaluit
- Hameaux
  - Arctic Bay
  - Cape Dorset
  - Clyde River
  - Grise Fiord
  - Hall Beach
  - Igloolik
  - Kimmirut
  - Pangnirtung
  - Pond Inlet
  - Qikiqtarjuaq
  - Resolute
  - Sanikiluaq
- Établissements
  - Nanisivik
- Territoires non organisés
  - Baffin, Unorganized, un territoire non organisé incluant :
    - Alert
    - Eureka

## Aires protégées
- Parc national Auyuittuq
- Bowman Bay Wildlife Sanctuary
- Katannilil
- Kekerten
- Mallikjuak
- Pitsutinu-Tungavik
- Qilalukat
- Quammaarviit
- Rotary Club Day Park
- Parc national Sirmilik
- Sylvia Grinnell